# Lotus Carlton
La Vauxhall Carlton Lotus (in Europa Opel Omega Lotus) è un'automobile derivata dalla berlina Opel Omega. Era la sua versione sportiva di punta, realizzata in collaborazione tra Lotus (che all'epoca era di proprietà di General Motors) e Opel.

## Storia
La Carlton fu presentata al Salone dell'automobile di Ginevra del 1989, come versione sportiva di punta della gamma Omega/Carlton (vi era infatti già una versione sportiva della Carlton, la Evo500). La produzione iniziò nel 1990 e terminò nel 1994, dopo circa 950 esemplari costruiti in luogo dei 1100 originariamente previsti. 
Inizialmente i tecnici Lotus avevano cercato di montare sulla Carlton il motore V8 della Corvette ZR1, ma, a causa dei suoi ingombri, non fu possibile.
Allora si decise di elaborare il motore più potente montato sulla vettura di serie, il 3.0 L, aumentando la cubatura (aumento dell'alesaggio) fino a 3,6 L. Inoltre si abbassò il rapporto di compressione per montare due turbocompressori con un intercooler aria-acqua. Fu potenziato il sistema di raffreddamento a liquido e furono installati due radiatori dell'olio (dotati di un sistema elettronico per il loro funzionamento anche a motore spento). Furono potenziati anche i freni e rivisto l'assetto.
La vettura era disponibile solo nel colore Imperial Green, un verde perlaceo molto scuro, tanto da sembrare nero a meno che non venisse colpito direttamente dalla luce solare.
Per l'Italia erano state previste solo 20 vetture, importate attraverso le 2 concessionarie ufficiali, Soffritti di Milano e Autoimport di Roma. Il totale è stato, invece, di 70 auto vendute ad un prezzo che, nel 1991, era di 115 milioni di lire.

## Dati tecnici
La Carlton era dotata di un motore in posizione anteriore longitudinale di 6 cilindri in linea, 3615 cm³ (alesaggio di 95 mm, corsa di 85, rapporto di compressione di 8,5:1), 4 valvole per cilindro, sovralimentato con due turbine Garrett T25. Questo erogava una potenza di 377 CV a 5200 giri/min, con una coppia di 568 Nm a 3500 giri/min. Per questo fu dotata di una trasmissione ZF manuale a 6 rapporti (derivato dalla Corvette ZR1) e di un differenziale autobloccante (di origine Holden). La trazione era posteriore.
L'impianto frenante, fornito da "AP Racing", comprendeva freni a disco autoventilanti da 330 mm sull'assale anteriore e da 300 mm su quello posteriore, ed era dotato di ABS. Gli pneumatici anteriori, montati su cerchi da 8,5x17", erano 235/45 ZR, mentre i posteriori, montati su cerchi da 9,5x17", erano 265/40 ZR.

## Prestazioni
La Carlton è stata la berlina più veloce al mondo nel suo primo periodo di commercializzazione. Grazie alla sua grande potenza era capace di arrivare a 283 km/h, e a raggiungere i 100 km/h, con partenza da fermo, in 5.3 secondi.
È stata una delle poche rivali di BMW M5 E34 e Mercedes 500E W124.